# تومبولو (ونتو)
تومبولو (به ایتالیایی: Tombolo) یک کومونه در ایتالیا است که در استان پادووا واقع شده‌است.

## خصوصیات
تومبولو ۱۱٫۱ کیلومترمربع مساحت و ۸٬۲۸۸ نفر جمعیت دارد و ۴۲ متر بالاتر از سطح دریا واقع شده‌است.